# 系統分區和引導分區
系统分区和启动分区（也被称为系统卷、系統盤和启动卷、引導分區）是硬盘以及固态硬盘硬盘分区後形成的分區，这些分区必不可少并且必須被正确配置计算机才能运行。其中系统分区是操作系统所在的磁盘分区。引導分區是一个包含引导加载程序的主分区，引导加载程序是负责启动操作系统的软件。